# Amahl Pellegrino
Amahl William D'Vaz Pellegrino (Drammen, 18 giugno 1990) è un calciatore norvegese, attaccante dei S.J. Earthquakes.

## Biografia
È di origini tanzaniane.

## Carriera

### Club
A livello giovanile, Pellegrino ha vestito le maglie di Glassverket e Åskollen, per poi passare al Drammen. Nel 2012 è stato tesserato dal Bærum, per cui ha esordito in 1. divisjon in data 20 maggio: ha sostituito Erbin Llullaku nella sconfitta casalinga subita contro l'HamKam con il punteggio di 1-2. Il 30 giugno 2012 è arrivata la prima rete in campionato, nella partita persa per 6-2 in casa del Kongsvinger. Al termine della stagione, la squadra è retrocessa in 2. divisjon. Rimasto al Bærum anche per l'annata 2013, ha contribuito all'immediata promozione della squadra.
Il 4 agosto 2014 è passato a titolo definitivo al Lillestrøm: ha firmato un contratto valido fino al 31 dicembre 2016 e ha scelto di vestire la maglia numero 9. Il 17 agosto pertanto ha esordito in Eliteserien, subentrando a Petter Vaagan Moen nella vittoria per 2-1 sul Vålerenga. Il 22 aprile 2015 ha trovato le prime reti con questa maglia, nella vittoria per 3-9 sul campo del Rælingen, sfida valida per il primo turno del Norgesmesterskapet.
L'11 agosto 2015 si è trasferito al Mjøndalen, compagine con cui ha firmato un accordo valido fino al 31 dicembre 2017. Il 16 agosto ha giocato la prima partita in squadra, schierato titolare nel 2-1 inflitto all'Haugesund. Il 30 agosto ha realizzato il primo gol nella massima divisione locale, in occasione della sconfitta per 2-4 maturata in casa contro lo Strømsgodset. Il Mjøndalen è retrocesso in 1. divisjon al termine di quella stessa stagione.
Il 20 novembre 2017, lo Strømsgodset ha ufficializzato sul proprio sito internet l'ingaggio di Pellegrino, che si sarebbe aggregato al club alla riapertura del calciomercato locale, prevista per il 1º gennaio 2018. L'11 marzo 2018 ha esordito in squadra, subentrando a Tokmac Nguen nel pareggio per 2-2 in casa contro lo Stabæk. L'11 aprile seguente ha trovato il primo gol in squadra, nella sconfitta per 3-1 arrivata sul campo del Tromsø.
Il 22 agosto 2019 si è trasferito al Kristiansund, firmando un contratto valido fino al 31 dicembre 2021. Il 25 agosto ha trovato il primo gol per il Kristiansund, nel 4-0 inflitto al Mjøndalen.
Il 19 gennaio 2021, Pellegrino ha ufficializzato il suo passaggio ai sauditi del Damac.
Il 17 agosto 2021 ha fatto ritorno in Norvegia, legandosi al Bodø/Glimt fino al termine della stagione: ha scelto di vestire la maglia numero 11.
Il 10 gennaio 2022 ha firmato un nuovo accordo con il Bodø/Glimt, fino al 31 dicembre 2022.

### Nazionale
Il 2 giugno 2023, Pellegrino ha ricevuto la prima convocazione dalla Tanzania.

## Statistiche

### Presenze e reti nei club
Statistiche aggiornate al 19 luglio 2025.
| Stagione                    | Squadra                     | Campionato                  | Campionato | Campionato | Coppe nazionali | Coppe nazionali | Coppe nazionali | Coppe continentali | Coppe continentali | Coppe continentali | Altre coppe | Altre coppe | Altre coppe | Totale | Totale | Totale |
| Stagione                    | Squadra                     | Comp                        | Pres       | Reti       | Comp            | Pres            | Reti            | Comp               | Pres               | Reti               | Comp        | Pres        | Reti        | Pres   | Reti   |        |
| --------------------------- | --------------------------- | --------------------------- | ---------- | ---------- | --------------- | --------------- | --------------- | ------------------ | ------------------ | ------------------ | ----------- | ----------- | ----------- | ------ | ------ | ------ |
| 2009                        | Drammen                     | 2D                          | ?          | ?          | CN              | ?               | ?               | -                  | -                  | -                  | -           | -           | -           | ?      | ?      |        |
| 2010                        | Drammen                     | 3D                          | ?          | ?          | CN              | ?               | ?               | -                  | -                  | -                  | -           | -           | -           | ?      | ?      |        |
| 2011                        | Drammen                     | 4D                          | ?          | ?          | CN              | ?               | ?               | -                  | -                  | -                  | -           | -           | -           | ?      | ?      |        |
| Totale Drammen              | Totale Drammen              | Totale Drammen              | ?          | ?          |                 | ?               | ?               |                    | -                  | -                  |             | -           | -           | ?      | ?      |        |
| 2012                        | Bærum                       | 1D                          | 25         | 6          | CN              | 1               | 0               | -                  | -                  | -                  | -           | -           | -           | 26     | 6      |        |
| 2013                        | Bærum                       | 2D                          | 25         | 17         | CN              | 2               | 1               | -                  | -                  | -                  | -           | -           | -           | 27     | 18     |        |
| gen.-ago. 2014              | Bærum                       | 1D                          | 18         | 10         | CN              | 2               | 1               | -                  | -                  | -                  | -           | -           | -           | 20     | 11     |        |
| Totale Bærum                | Totale Bærum                | Totale Bærum                | 68         | 33         |                 | 5               | 2               |                    | -                  | -                  |             | -           | -           | 73     | 35     |        |
| ago.-dic. 2014              | Lillestrøm                  | ES                          | 7          | 0          | CN              | 1               | 0               | -                  | -                  | -                  | -           | -           | -           | 8      | 0      |        |
| gen.-ago. 2015              | Lillestrøm                  | ES                          | 13         | 0          | CN              | 2               | 3               | -                  | -                  | -                  | -           | -           | -           | 15     | 3      |        |
| Totale Lillestrøm           | Totale Lillestrøm           | Totale Lillestrøm           | 20         | 0          |                 | 3               | 3               |                    | -                  | -                  |             | -           | -           | 23     | 3      |        |
| ago.-dic. 2015              | Mjøndalen                   | ES                          | 11         | 2          | CN              | 1               | 0               | -                  | -                  | -                  | -           | -           | -           | 12     | 2      |        |
| 2016                        | Mjøndalen                   | 1D                          | 30+1       | 8+0        | CN              | 2               | 3               | -                  | -                  | -                  | -           | -           | -           | 33     | 11     |        |
| 2017                        | Mjøndalen                   | 1D                          | 29+2       | 18+2       | CN              | 4               | 2               | -                  | -                  | -                  | -           | -           | -           | 35     | 22     |        |
| Totale Mjøndalen            | Totale Mjøndalen            | Totale Mjøndalen            | 70+3       | 28+2       |                 | 7               | 5               |                    | -                  | -                  |             | -           | -           | 80     | 35     |        |
| 2018                        | Strømsgodset                | ES                          | 25         | 2          | CN              | 7               | 2               | -                  | -                  | -                  | -           | -           | -           | 32     | 4      |        |
| gen.-ago. 2019              | Strømsgodset                | ES                          | 14         | 2          | CN              | 2               | 2               | -                  | -                  | -                  | -           | -           | -           | 16     | 4      |        |
| Totale Strømsgodset         | Totale Strømsgodset         | Totale Strømsgodset         | 39         | 4          |                 | 9               | 4               |                    | -                  | -                  |             | -           | -           | 48     | 8      |        |
| ago.-dic. 2019              | Kristiansund                | ES                          | 10         | 8          | CN              | -               | -               | -                  | -                  | -                  | -           | -           | -           | 10     | 8      |        |
| 2020                        | Kristiansund                | ES                          | 29         | 25         | -               | -               | -               | -                  | -                  | -                  | -           | -           | -           | 29     | 25     |        |
| Totale Kristiansund         | Totale Kristiansund         | Totale Kristiansund         | 39         | 33         |                 | 0               | 0               |                    | -                  | -                  |             | -           | -           | 39     | 33     |        |
| gen.-giu. 2021              | Damac                       | 1D                          | 12         | 2          | -               | -               | -               | -                  | -                  | -                  | -           | -           | -           | 12     | 2      |        |
| ago.-dic. 2021              | Bodø/Glimt                  | ES                          | 15         | 6          | CN              | 2               | 1               | UECL               | 13                 | 5                  | -           | -           | -           | 30     | 12     |        |
| 2022                        | Bodø/Glimt                  | ES                          | 27         | 25         | CN              | 3               | 2               | UCL+UEL+UECL       | 7+5+2              | 4+1+0              | -           | -           | -           | 44     | 32     |        |
| 2023                        | Bodø/Glimt                  | ES                          | 29         | 24         | CN              | 4               | 0               | UECL               | 12                 | 8                  | -           | -           | -           | 44     | 31     |        |
| Totale Bodo/Glimt           | Totale Bodo/Glimt           | Totale Bodo/Glimt           | 71         | 55         |                 | 9               | 3               |                    | 39                 | 18                 |             | -           | -           | 119    | 76     |        |
| 2024                        | S.J. Earthquakes            | MLS                         | 32         | 7          | USOC            | 1               | 0               |                    | -                  | -                  | LC          | 4           | 0           | 37     | 7      |        |
| 2025                        | S.J. Earthquakes            | MLS                         | 13         | 1          | USOC            | 1               | 1               |                    | -                  | -                  | LC          | -           | -           | 14     | 2      |        |
| Totale San Jose Earthquakes | Totale San Jose Earthquakes | Totale San Jose Earthquakes | 45         | 8          |                 | 2               | 1               |                    | -                  | -                  |             | 4           | 0           | 51     | 9      |        |
| Totale carriera             | Totale carriera             | Totale carriera             | 367+       | 165+       |                 | 35+             | 18+             |                    | 39                 | 18                 |             | 4           | 0           | 445+   | 201+   |        |

## Palmarès

### Club
- Campionato norvegese: 2

Bodø/Glimt: 2021, 2023

### Individuale
- Capocannoniere dell'Eliteserien: 1

2022 (25 gol)